# Andžar
Andžar (arapski: عنجر‎; armenski: ‎Անճար), poznat i kao Haouš Mousa (arapski: حوش موسى‎), je grad u pokrajini Bekaa u Libanonu, na sjeverozapadnom obronku Antilibanona i istočno od rijeke Litani, oko 80 km jugoistočno od Bejruta. Ime mu potječe od arapskog izraza ajn al-džar ("voda iz kamena", vjerojatno po potocima iz obližnjih planina), ali neki ga prevode i istozvučnim armenskim izrazom za "neriješen". Danas je njegovih oko 2400 stanovnika čine uglavnom Armenci, potomci izbjeglica iz Turske tijekom Armenskog genocida. Ljeti se broj stanovnika poveća na oko 3.500 stanovnika zbog dolaska rodbine iz dijaspore.
Najpoznatiji je po izvrsno sačuvanim ruševinama omejidskog grada Gerrhe iz 8. stoljeća koje su upisane na UNESCO-ov popis mjesta svjetske baštine u Aziji.

## Povijest
Andžar se nalazi na strateškom položaju raskrižja dvaju važnih drevnih trgovačkih putova, Tiberias (danas Bejrut)-Damask i Homs-Baalbek.
Lokalitet Andžara je naseljen od najranijih vremena, te su u zidinama omejidske Gerrhe pronađeni fragmenti starijih grčkih, rimskih i ranokršćanskih građevina. Gerrhu je osnovao kalif Velid I. (705. – 15.), ali je u jeku izgradnje, već 744. godine, dijelom uništena i napuštena nakon što je Velidov sin Ibrahim izgubio bitku ispred njenih zidina od posljednjeg omejidskog kalifa, Maruana ben Muhameda. Povjesničar Vilim Tirski je u 12. stoljeću, kao i Abu al Fida poslije njega, ovdje vidio samo ruševine kao spomenike mnogih bitaka. 
Arheološka istraživanja u Andžaru su otpočela tek 1949. godine.
Andžar je ponovno naseljen tek 1939. godine kada su u ovo područje došle armenske izbjeglice iz područja Musa Dag u Turskoj, i šest područja Andžara je dobilo ime po bivšim selima iz ovog područja: Hadži Hababli, Kabuzia, Vakif, Kodr Bek, Jogun Oluk i Bitias.
Tijekom Libanonskog građanskog rata Sirijska vojska je u Andžaru 1970-ih imala jednu od svojih vojnih baza u kojoj je bilo središte sirijske tajne službe od koje su strahovali svi Libanonci. Danas Andžarci pokušavaju grad otvoriti turizmu, ali imaju mnogo poteškoća od kojih je najveća strah od nesigurne političke situacije u zemlji.

## Odlike
Arheološka iskapanja su otkrila kvadratične utvrdbene zidine s 40 tornjeva, na kojima je pronađen natpis (koji je još uvijek na istom mjestu) koji ih datira u 741. godinu. Kvadratične zidine su savršeno orijentirane i imaju dimenzije 385 x 350 metara. Debele su oko 2 m, a izgrađene su od jednakih kamenih blokova (velikih izvana i manjih iznutra) oko jezgre od blata i krhotina. Iz dvorišta je svaki zid imao po tri stubišta koja su omogućavala stražarima da se popnu na zidine i obrane grad. Na sredini svakog zida bila su ulazni portali s trijemom i od njih su vodile dvije ulice, veća u pravcu sjever-jug (cardo maximus) i manja u pravcu istok-zapad (decumanus maximus), ispod kojih je tekla gradska kanalizacija, a koje su dijelile grad na jednaka četiri dijela, u stilu starorimske arhitekture poput Dioklecijanove palače u Splitu:
- Glavna palača i džamija u jugoistočnoj četvrti,
- Sporedna palača i javno kupatilo u sjeveroistočnoj i sjeverozapadnoj četvrti, te
- gusto naseljena jugozapadna četvrt s mrežom manjih pravilnih ulica.

Na vrhuncu, Gerrha je imala više od 600 trgovina, javno kupatilo, dvije palače i džamiju. 
Najljepši ostaci građevina nalaze se na sjecištu dvije glavne ulice, gdje se nalaze i kolonade omejidske palače, ali i na zidinama grada. A najjači utjecaj zatečene rimske arhitekture, koju su omejidi ostavili skoro nepromijenjenu, vidi se u javnom kupatilu koje ima rimsku podjelu na svlačionicu (garderobu) koja je služila kao ulazna, ali i izlazna, dvorana, te tri prostorije s različitim bazenima: s hladnom, toplom i vrućom vodom. Veličina svlačionice navodi na zaključak kako se nije radilo samo o ulaznoj dvorani, nego i važnom mjestu društvene interakcije.

## Vanjske poveznice
- Libanon, zemlja cedrova: Andžar (engl.)
- Ya Libnan | Lebanon News | Spotlight on Anjar
- Fotografije ruševina

### Ostali projekti
|  | Zajednički poslužitelj ima još gradiva o temi Andžar |